# John Gimson
John Gimson, né le 11 mars 1983 à Leicester, est un skipper britannique, évoluant notamment avec sa compatriote Anna Burnet en multicoque Nacra 17 avec qui il a remporté de nombreuses médailles internationales.

## Carrière
En 2018, il remporte la semaine de Kiel et un an plus tard, il termine deuxième aux Championnats d'Europe à Weymouth. Aux championnats du monde Nacra 2020 à Geelong, Gimson et Burnet ont terminé premiers, tout comme en 2021 à Thessalonique aux Championnats d'Europe.
Le duo Gimson/Burnet remporte une médaille d'argent olympique de voile : ils ont remporté trois des douze premières courses et ont terminé deuxièmes à trois reprises, s'assurant ainsi une médaille avant la Medal Race. Après avoir terminé cinquième de la finale, ils terminent la compétition avec 45 points au total derrière les Italiens Ruggero Tita et Caterina Banti. Ils enchaîne avec un titre mondial aux mondiaux 2021 Nacra 17 d'Al-Musannah.
Lors des championnats du monde de voile 2023, une nouvelle médaille d'argent est ajoutée à leur palmarès malgré la blessure de Burnet lors de la troisième journée de la compétition lorsqu'elle s'est tordue le genou lors d'un virement de bord standard.